# Kuźnia Raciborska
Kuźnia Raciborska este un oraș în Polonia.